# Yuya Osako
Yuya Osako (Kaseda (avui Minamisatsuma), Prefectura de Kagoshima, Japó, 18 de maig de 1990) és un futbolista japonès. Ha sigut internacional amb la selecció del Japó.
El 12 de maig de 2014 s'anuncià la seva inclusió a la llista de 23 jugadors de la selecció japonesa per disputar el Mundial de 2014 al Brasil. Els dorsals van ser anunciats el 25 de maig.